# غرايم هوغ
غرايم هوغ (بالإنجليزية: Graeme Hogg)‏ (17 يونيو 1964 في المملكة المتحدة - ) هو لاعب كرة قدم اسكتلندا وبريطاني في مركز قلب الدفاع. شارك مع منتخب اسكتلندا تحت 21 سنة لكرة القدم. أما مع النوادي، فقد لعب مع مانشستر يونايتد ونادي برينتفورد ونادي بورتسموث ونوتس كاونتي وهارت أوف ميدلوثيان ووست بروميتش ألبيون.

## وصلات خارجية
- غرايم هوغ على موقع قاعدة بيانات كرة القدم.إي يو (الإنجليزية)
- غرايم هوغ على موقع Soccerbase.com (لاعب) (الإنجليزية)
- غرايم هوغ على موقع عالم كرة القدم.نت (الإنجليزية)